# Accident aeri de Tenerife
El Desastre de Tenerife va ser un accident aeri que es va produir el 27 de març de 1977 en el qual dos avions Boeing 747 van col·lidir a l'aeroport de Los Rodeos (Aeroport de Tenerife Nord en l'actualitat), al nord de l'illa de Tenerife, i hi van morir 583 persones. És el tercer accident aeri amb major nombre de víctimes mortals de la història de l'aviació.
Els avions sinistrats van ser el vol KLM 4805, vol xàrter de les línies aèries holandeses KLM, que volava des de l'aeroport de Schiphol a Amsterdam, en direcció a Gran Canària i el vol PAA 1736, vol regular de Pan Am, que volava des de l'Aeroport Internacional John F. Kennedy de Nova York, procedent de Los Angeles, Califòrnia cap a l'aeroport de Gran Canària, també conegut com a aeroport de Gando.

## Antecedents
Mentre els avions es dirigien a Gran Canària, una bomba col·locada pel Moviment per l'Autodeterminació i Independència de l'Arxipèlag Canari (MPAIAC) va explotar a la terminal de passatgers de l'aeroport. Més tard hi va haver una segona amenaça de bomba i l'aeroport es va tancar temporalment durant unes hores i ambdós vols van ser desviats a l'aeroport de Los Rodeos, a la veïna illa de Tenerife, juntament amb molts altres vols. Per aquell temps, Los Rodeos era encara massa petit per a suportar fàcilment una congestió semblant i, a més, només disposava de dos controladors aeris i no tenia radar de terra (com tampoc en tenien aeroports com el de Madrid-Barajas). L'aeroport Reina Sofia, que s'obriria el novembre de 1978, seguia encara en fase de construcció.
Quan es va reobrir l'aeroport de Gran Canària, el personal de vol de l'avió de Pan Am (PAA 1736) va procedir a demanar permís per a l'enlairament cap a la seua destinació, Gran Canària, però es va veure forçat a esperar ja que el vol de *KLM (KLM 4805) bloquejava l'eixida a la pista d'aterratge.
Ambdós vols havien rebut la instrucció de desplaçar-se per la pista d'aterratge en lloc de fer-ho per la de rodadura a causa de la congestió provocada pel desviament de vols des de l'aeroport de Gran Canària.
El KLM 4805 va demanar permís per a aprovisionar-se, va omplir els seus tancs amb 55.000 litres de combustible i va rebre permís per encendre els motors i desplaçar-se per la pista principal, eixir per la tercera eixida (C1 i C2 hi tenien avions) i arribar al final. Més tard el controlador, per donar més agilitat a la maniobra, opta per corregir i ordenar que el KLM continuï per la pista principal sense desviar-se i que al final hi faci un gir de 180° (back track) en espera de confirmació sobre la ruta. Tres minuts després, el PAA 1736 va rebre instruccions per desplaçar-se per la pista d'enlairament, abandonar-la en arribar a la tercera eixida a la seua esquerra i confirmar la seua eixida una vegada completada la maniobra. Però el PAA 1736 es va passar de la tercera eixida (se suposa que no la va veure a causa de la intensa boira o que la maniobra necessària era molt complexa per a un "jumbo") i va continuar cap a la quarta. A més, la seua velocitat era anormalment reduïda a causa de la boira.

Esquema del recorregut dels dos avions, que mostra la col·lisió quan el vol de PanAm ha passat l'eixida 3.

El pilot neerlandès, havent ja completat el gir de l'avió, va engegar motors (com es desprèn d'un augment de gasos a la caixa negra) tot i que la seua copilot el va advertir que encara no tenien autorització per a enlairar-se. Van Zanten, que era instructor i estava acostumat a donar-se les seues pròpies autoritzacions mentre ensenya a nous pilots puix que no hi ha torre de control, li demana que parli amb la torre de Los Rodeos, que indica que són a la capçalera de la pista 12 esperant per a enlairar-se. Los Rodeos els diu la ruta que han de seguir, un Air Traffic Control Clearance (ATC), i el copilot ho repeteix acabant amb un poc ortodox, "estem en (posició de) enlairament". Literalment: "Roger sir, we are cleared to the Papa beacon flight level nine zero, right turn out zero four zero until intercepting the three two five (VOR de Gran Canaria). We are now at take-off."
Quan els equips investigadors espanyol, nord-americà i neerlandès van escoltar conjuntament i per primera vegada, l'enregistrament de Torre, ningú o quasi ningú va entendre que amb aquesta transmissió volguera dir que estava enlairant-se.
En aquell moment, i mentre el copilot completava la repetició d'ordres, Van Zanten, sense un permís d'enlairament, o Take Of Clearance, l'inicia igualment desfrenant, segons registra la caixa negra. Quan el copilot acaba l'ordre i ja amb l'avió en marxa, matisa: "Estem marxant" ("We're going"). El controlador contesta el rebut de la repetició del seu missatge d'autorització d'ATC de la forma següent: "Okay" i 1,89 segons més tard afegeix: "Esperi per enlairar-se, el cridaré".

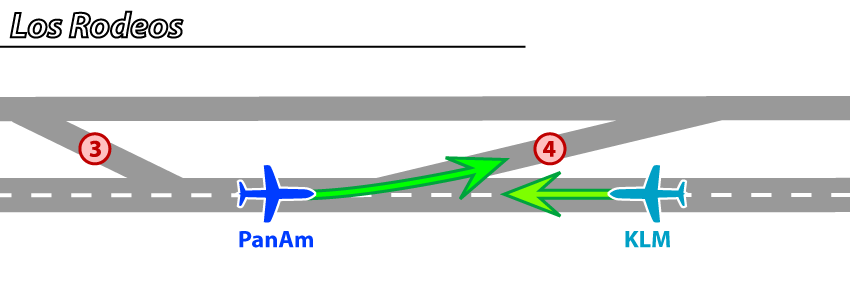
Mapa de l'aeroport amb la ubicació dels avions moments abans del desastre

La torre de control va demanar llavors al PAA 1736 que li comuniqués tan bon punt sortís de la pista: "Papa Alfa un set tres sis comuniqui pista lliure". Això s'escoltà a la cabina del KLM. Un segon després, el PAA contestà: "Okay, comunicarem quan la deixem lliure", contestació que s'escolta a la cabina de KLM. La Torre de Control respongué "gràcies". Just després d'això, l'enginyer de vol i copilot neerlandesos van mostrar dubtes que la pista estigués realment buida, a la qual cosa el capità, Jacob Veldhuyzen van Zanten, hi va respondre amb un emfàtic "Oh yeah", potser veient difícil que un pilot expert com ell cometés un error de semblant magnitud, i ni el copilot ni l'enginyer de vol van fer més objeccions. Tretze segons més tard, va ocórrer el xoc.
La Torre va atendre les crides dels IB-185 i BX-387 i esperava la comunicació del PANAM 1736 indicant "pista lliure", però va rebre informació procedent de dos avions situats en l'aparcament dient que hi havia foc en un lloc no determinat del camp, per la qual cosa va fer sonar l'alarma, va informar els Serveis Contra incendis i Sanitat, i va comunicar la notícia de situació d'emergència; a continuació cridà els dos avions que tenia a la pista, però ja no va rebre cap resposta.